# Dao (jeu)
Pour les articles homonymes, voir Dao.
Le dao est un jeu réflexion chinois à deux joueurs.

## Principales règles
- Chaque joueur joue l'un après l'autre.
- On ne bloque aucun pion adverse.
- On ne capture aucun pion adverse.
- Chaque joueur tente de faire avec ses pions un petit carré avec des pions adjacents (pas en biais), un grand carré aux 4 coins, ou une ligne verticale ou horizontale (non diagonale).
- Déplacement d'un pion dans une des 8 directions/sens, jusqu'à un obstacle (pion ou bord).
- Les cases entre la case de départ et la case d'arrivée doivent être libres.
- On ne saute pas.
- Au début, chaque joueur a ses pions sur une diagonale.
- Le plateau fait 4 cases sur 4.
- Il y a 4 pions par joueur.